# Correios de Moçambique

A Empresa Nacional dos Correios de Moçambique, E. P., abreviada para Correios de Moçambique, E. P. foi a empresa pública responsável pelo sistema postal de Moçambique. A empresa foi extinta pelo governo em 25 de Maio de 2021. A empresa foi criada em 1981, como Empresa Estatal (E.E:), resultando da separação dos correios e das telecomunicações dos CTT (Correios, Telégrafos e Telefones) herdados da época colonial. A E.E. foi convertida em Empresa Pública em Setembro de 2002, com personalidade jurídica e autonomia administrativa, financeira e patrimonial. 

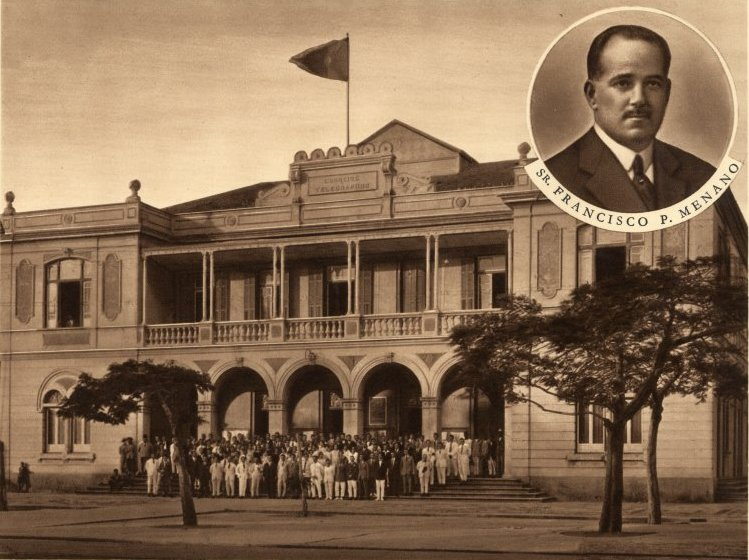
Edifício dos Correios, cerca de 1929

A sua sede estava situada no Edifício dos Correios de Maputo na capital do país.
O processo de extinção vai ser realizado por uma Comissão Liquidatária e tem um prazo de dois anos e meio.
Decorre entretanto uma auditoria para determinar o valor da empresa, em especial o seu património imobiliário de cerca de 170 edifícios distribuídos por todo o país, e também o destino das três outras empresas que detinha, a Postbus (transporte de passageiros), a Corre (correio rápido) e a Caixa de Poupança Postal de Moçambique.
Em Abril de 2022, o Centro de Integridade Pública (CIP) denunciou a subavaliação do património da companhia extinta e alertou para o perigo de delapidação do património público, que decorreria da venda de infraestruturas abaixo do valor de mercado. Em Julho de 2025 a Comissão Liquidatária anunciou a disponibilização para venda do terceiro lote de bens, constituído por 39 imóveis em todo o país, entre escritórios, edifícios residenciais e mistos. Excluído do lote está o emblemático edifício sede localizado na baixa da cidade de Maputo.
Em Outubro de 2024, o INCM (instituto Nacional de Comunicações de Moçambique), o regulador de comunicações, anunciou que a licença de Operador Postal Universal foi atribuída à empresa CORRE, Correio Expresso de Moçambique, cujos accionistas são os Correios de Portugal S.A. e a Empresa Nacional de Correios de Moçambique E.P..